# Şāleḩak
Şāleḩak (persiska: صالحک) är en ort i Iran.   Den ligger i provinsen Khuzestan, i den centrala delen av landet, 600 km söder om huvudstaden Teheran. Şāleḩak ligger 64 meter över havet och antalet invånare är 205.
Terrängen runt Şāleḩak är platt åt sydväst, men åt nordost är den kuperad.Runt Şāleḩak är det ganska tätbefolkat, med 62 invånare per kvadratkilometer. Närmaste större samhälle är Longīr-e Vosţá, 7,9 km söder om Şāleḩak. Omgivningarna runt Şāleḩak är i huvudsak ett öppet busklandskap.